# Тляругов, Виктор Мусович
Виктор Михайлович (Мусович) Тляругов (6 февраля 1948 — 30 декабря 2017) — советский футболист, нападающий. Мастер спорта СССР (1968).

## Биография
Воспитанник футбольной школы нальчикского «Спартака». На взрослом уровне начал выступать в 1965 году в составе ставропольского «Динамо», провёл в команде два сезона, и в 1967 году вернулся в Нальчик. В 1967—1968 году выступал за «Завод им. Сталина» (Краматорск).
В ходе сезона 1968 года перешёл в донецкий «Шахтёр». Дебютный матч в высшей лиге сыграл 8 июня 1968 года против кировабадского «Динамо», провёл на поле все 90 минут. Свой первый гол забил 18 июля 1968 года в ворота ЦСКА. Всего в 1968—1969 годах принял участие в 33 матчах высшей лиги и забил три гола. В 1969 и 1970 годах также числился в составе ростовского СКА, но на поле не выходил.
В 1970 году футболист вернулся на родину и до конца карьеры выступал за «Спартак» (Нальчик), в отдельных сезонах команда называлась «Автомобилист» и «Эльбрус». В 1971 году помог команде подняться из второй лиги в первую. В 1972 году в первых девяти играх получил четыре жёлтых карточки, и за это был дисквалифицирован до конца сезона. Становился лучшим бомбардиром команды в 1975 году (13 голов) и 1976 году (7 голов). По итогам сезона 1976 года команда вылетела из первой лиги, после этого футболист завершил карьеру.
Всего за команду из Нальчика Виктор Тляругов сыграл в первенствах страны (1967, 1970—1976) 199 матчей и забил 57 голов, а также не менее 14 матчей и 6 голов в Кубке СССР.
После окончания карьеры игрока работал директором СДЮСШОР по футболу на «Детском стадионе» Нальчика.
Скончался 30 декабря 2017 года в возрасте 69 лет.

## Личная жизнь
Брат Казбек (1949—2005) тоже был футболистом, выступал в высшей лиге за ростовский СКА, а в 1992—1993 годах тренировал «Спартак-Нальчик».